# NCダイノス
NCダイノス（エヌシー・ダイノス、韓国語:NC 다이노스、英語:NC Dinos）は、KBOリーグに所属する韓国のプロ野球チームである。ホームタウンは慶尚南道昌原市で、本拠地は同市内にある昌原NCパーク。2013年のKBOリーグの1球団のエクスパンションにて誕生した。KBOで2番目に新しい球団。韓国のオンラインゲーム企業大手NCソフト傘下。2012年はKBOリーグの二軍リーグ・フューチャーズリーグに参加し、2013年より一軍のKBOリーグに参入を果たしている。チーム名のNCは、「NCソフト」の意味に加え、ホームタウンの新・昌原市が2010年に旧昌原市、旧馬山市、旧鎮海市の合併により人口約110万人の大都市「昌原市」として新たに誕生したことを表す「New Changwon」の意味からきている。

## 概要
親会社のNCソフトは韓国のオンラインゲーム運営会社で主な作品に『リネージュ』『タワー オブ アイオン』がある（参考：エヌ・シー・ジャパン）。この新球団は2011年シーズン前に韓国野球委員会より設立承認を受け、球団名は公募により「NCダイノス」に決定した。「NC」は親会社名とともに昌原市及び旧馬山市・旧鎮海市（共に2010年に昌原市に合併）を合わせた「新昌原（New Changwon）」を意味し「ダイノス」は慶尚南道が恐竜の化石が多く分布し、老若男女に親しまれていることを理由としている。
初代監督には2011年シーズン途中まで斗山ベアーズを率いた金卿文が就任。チーム設立にあたってはトライアウトを実施して選手を集めただけでなく、同年の新人選手対象のドラフト会議では優先指名枠も利用して他球団より多くの選手を指名した。また2011年11月、韓国プロ野球史上初の「ルール5ドラフト（プロテクト40名から外れた選手を指名して、移籍料を払って選手を獲得）」でも複数の選手を指名した。2012年11月、既存の8球団から保護選手20名以外の選手をそれぞれ1名ずつ特別に指名する権利が与えられ、李承浩、宋臣永（2013年4月にネクセン・ヒーローズへ移籍）、高昌成、金泰君などを指名した。また、2013年FA（フリーエージェント）行使選手のうち李昊俊、李賢坤の2名と契約し戦力補強に努めた他、初の外国人選手としてアダム・ウィルクら3名を獲得している。
チーム史上初の一軍レギュラーシーズンの試合は、2013年4月2日、本拠地・馬山でのロッテ・ジャイアンツ戦であった。開幕7連敗後、同年4月11日に蚕室野球場でのLGツインズ戦で初勝利をあげた。初年度の2013年シーズンは勝率4割以上で終え、既存球団のハンファ・イーグルス（最下位）、起亜タイガース（8位）を上回る7位と、開幕前の大方の予想を覆す健闘を見せた。なお最多盗塁の金宗鎬、最優秀防御率のチャーリー・シレック、10勝をあげ新人王を受賞した李在学といった表彰者・個人タイトル受賞者も輩出した。
2014年FA（フリーエージェント）行使選手のうち孫時憲、李鍾旭の2名と契約、また初の外国人野手としてエリック・テイムズを獲得し、さらなる戦力補強に努めた。同年はレギュラーシーズン3位で初めてポストシーズンに進出するも、準プレーオフでLGツインズに敗れた。
2015年は、テイムズのアジアプロ野球史上初となる「40本塁打・40盗塁」の達成や首位打者になるなどMVP獲得に至る成績を残したこともあり、レギュラーシーズン2位となる。2年連続出場となったポストシーズンではプレーオフから出場したが、斗山ベアーズに敗れた。
2016年もレギュラーシーズン2位で、3年連続出場のポストシーズンでは、プレーオフでLGに勝利したが、初出場となった韓国シリーズでは斗山に敗れた。同年オフにテイムズは退団する。
2017年はレギュラーシーズン4位で、4年連続出場のポストシーズンではワイルドカード決定戦でSKワイバーンズ、準プレーオフでロッテ・ジャイアンツに勝利したが、プレーオフで斗山に敗れた。斗山には2015年から2017年まで3年連続ポストシーズンで敗れている。
2018年は成績不振でシーズン途中の6月に金卿文監督が辞任し、兪英濬監督代行がシーズンの残り試合を指揮したが、球団史上初の最下位に終わった。2018年10月、李東昱が監督に就任した。
昌原市内に新球場を建設する計画があったが用地の選定も進まず、当初約束した2011年3月の球団創設から5年以内となる2016年3月までの完成に目処が立っていないとして、2013年1月、KBOは昌原市に新球場建設を促す公式声明を発表した。それを受け、昌原市は軍港で知られる鎮海地区に新球場を建設する計画を発表したが、2014年8月、本拠地の馬山総合運動場野球場に隣接する総合競技場を解体して新たに野球場を建設することが発表された。新球場は2016年9月に工事が開始され、2019年2月に完成、3月19日の示範競技からNCの試合が開催されるようになった。名称は2018年12月、昌原NCパークに決定したが、のちに昌原市体育施設の管理運営条例上のみ昌原NCパーク馬山球場に修正された。
新球場・昌原NCパーク馬山球場で迎えた2019年は、レギュラーシーズン5位で2年ぶりにポストシーズンへ進出するも、ワイルドカード決定戦でLGツインズに敗れた。
2020年は、10月24日に昌原NCパーク馬山球場でのLG戦でレギュラーシーズン初優勝を決め、4年ぶりに韓国シリーズへ進出、11月24日、斗山に勝利し初優勝となった。
2021年は7位で、3年ぶりにポストシーズン進出を逃した。
2022年は、シーズン途中の5月11日、最下位に低迷していたことなどを理由に李東昱監督が解任され、監督代行として姜仁権が就任した。同年は6位で2年連続ポストシーズン進出に失敗した。同年10月12日、姜仁権が正式な監督に就任した。
2023年はレギュラーシーズン4位で3年ぶりにポストシーズンへ進出、ワイルドカード決定戦で斗山、準プレーオフでSSGに勝利しプレーオフまで進出したが、KTに敗れた。
2024年は9月20日に成績不振で姜仁権監督が解任され、孔弼聖監督代行が就任したが、9位に後退しポストシーズン進出に失敗した。2024年10月22日、李昊俊監督が就任した。
なお、二軍は2015年シーズンより「高陽ダイノス」（コヤン・ダイノス）を名乗り、前年まで高陽ワンダーズが使用していた高陽国家代表グラウンドを本拠地としている。そもそもは、二軍のホームタウンも昌原のある慶尚南道で調整する予定も球場が確保できず、一時的に隣接する慶尚北道浦項市を暫定利用していたが、2014年まで二軍の公式戦「フューチャーズリーグ」にのみ、オープンエントリー（公式戦対象外）として出場したワンダーズが解散したことによる高陽市からの要請を受けて、二軍の本拠地を移転させたものである。なお、2019年シーズンからは2018年まで一軍が使用していた馬山総合運動場野球場へ本拠地移転し、チーム名を「昌原ダイノス」（チャンウォン・ダイノス）としている（それまで使用していた高陽国家代表グラウンドは、キウム・ヒーローズの二軍が「高陽ヒーローズ」のチーム名で使用する）。

## 歴代成績
| 年度       | 監督                  | 試合 | 勝利 | 引分 | 敗戦 | 勝率 | 打率 | 安打 | 本塁打 | 盗塁 | 得点 | 失点 | 防御率 | 最終順位 | 備考               |
| ---------- | --------------------- | ---- | ---- | ---- | ---- | ---- | ---- | ---- | ------ | ---- | ---- | ---- | ------ | -------- | ------------------ |
| 2013       | 金卿文                | 128  | 52   | 4    | 72   | .419 | .244 | 1045 | 86     | 142  | 512  | 551  | 3.96   | 7位      |                    |
| 2014       | 金卿文                | 128  | 70   | 1    | 57   | .551 | .282 | 1249 | 143    | 154  | 737  | 608  | 4.29   | 3位      |                    |
| 2015       | 金卿文                | 144  | 84   | 3    | 57   | .596 | .289 | 1437 | 161    | 204  | 844  | 655  | 4.26   | 3位      | テイムズ MVP獲得   |
| 2016       | 金卿文                | 144  | 83   | 3    | 58   | .589 | .291 | 1457 | 169    | 99   | 857  | 690  | 4.48   | 2位      | 韓国シリーズ出場   |
| 2017       | 金卿文                | 144  | 79   | 3    | 62   | .560 | .293 | 1489 | 149    | 93   | 786  | 745  | 4.71   | 4位      |                    |
| 2018       | 金卿文 兪英濬（代行） | 144  | 58   | 1    | 85   | .406 | .261 | 1280 | 143    | 117  | 660  | 844  | 5.48   | 10位     |                    |
| 2019       | 李東昱                | 144  | 73   | 2    | 69   | .514 | .278 | 1383 | 128    | 87   | 674  | 631  | 4.01   | 5位      |                    |
| 2020       | 李東昱                | 144  | 83   | 6    | 55   | .601 | .291 | 1483 | 187    | 101  | 888  | 714  | 4.58   | 1位      | 韓国シリーズ初優勝 |
| 2021       | 李東昱                | 144  | 67   | 9    | 68   | .496 | .261 | 1254 | 170    | 101  | 702  | 697  | 4.54   | 7位      |                    |
| 2022       | 李東昱 姜仁権（代行） | 144  | 57   | 1    | 74   | .475 | .257 | 1260 | 101    | 100  | 646  | 642  | 3.90   | 6位      |                    |
| 2023       | 姜仁権                | 144  | 75   | 2    | 67   | .528 | .270 | 1321 | 98     | 111  | 679  | 617  | 3.83   | 4位      |                    |
| 11シーズン | 11シーズン            | 1552 | 781  | 35   | 724  | .515 |      |      |        |      |      |      |        |          |                    |

## 在籍選手

### 首脳陣

#### 一軍
| 背番号 | 名前       | 読み             | 役職               |
| ------ | ---------- | ---------------- | ------------------ |
| 27     | 李昊俊     | イ・ホジュン     | 監督               |
| 70     | 徐在應     | ソ・ジェウン     | 首席コーチ         |
| 84     | 朴龍根     | パク・ヨングン   | 作戦兼走塁コーチ   |
| 99     | 李勇勲     | イ・ヨンフン     | 投手コーチ         |
| 79     | 趙煐勲     | チョ・ヨンフン   | 打撃コーチ         |
| 76     | 全敏秀     | チョン・ミンス   | 打撃コーチ補佐     |
| 80     | 池碩訓     | チ・ソクフン     | 守備コーチ         |
| 73     | 金宗鎬     | キム・ジョンホ   | 外野守備コーチ     |
| 86     | 金鐘民     | キム・ジョンミン | バッテリーコーチ   |
| 90     | 孫政煜     | ソン・ジョンウク | ブルペンコーチ     |
| 75     | 陳鍾吉     | チン・ジョンギル | QCコーチ           |
| なし   | 趙大顯     | チョ・デヒョン   | トレーニングコーチ |
| なし   | 白景悳     | ベク・キョンドク | トレーニングコーチ |
| なし   | 金峰玄     | キム・ボンヒョン | トレーニングコーチ |
| なし   | 金東鎬     | キム・ドンホ     | トレーニングコーチ |
| なし   | 金ハンボム | キム・ハンボム   | トレーニングコーチ |
| なし   | 具鉉謀     | ク・ヒョンモ     | トレーニングコーチ |

#### 二軍
| 背番号 | 名前   | 読み               | 役職               |
| ------ | ------ | ------------------ | ------------------ |
| 0      | 孔弼聖 | コン・ピルソン     | 監督               |
| 98     | 金守経 | キム・スギョン     | 首席兼投手コーチ   |
| 82     | 崔炡敏 | チェ・ジョンミン   | 作戦兼走塁コーチ   |
| 83     | 尹炳鎬 | ユン・ビョンホ     | 打撃コーチ         |
| 71     | 孫庸碩 | ソン・ヨンソク     | 守備コーチ         |
| 72     | 全商烈 | チョン・サンリョル | 外野守備コーチ     |
| 92     | 尹粹康 | ユン・スガン       | バッテリーコーチ   |
| 94     | 尹炯竣 | ユン・ヒョンジュン | 研修コーチ         |
| なし   | 朴来燦 | パク・レチャン     | トレーニングコーチ |
| なし   | 金聖中 | キム・ソンジュン   | トレーニングコーチ |
| なし   | 田壹宇 | チョン・イルウ     | トレーニングコーチ |
| なし   | 呂殷壽 | ヨ・ウンス         | トレーニングコーチ |
| なし   | 韓興一 | ハン・フンイル     | トレーニングコーチ |
| なし   | 崔俊榮 | チェ・ジュンヨン   | トレーニングコーチ |

#### 残留軍
| 背番号 | 名前   | 読み               | 役職                   |
| ------ | ------ | ------------------ | ---------------------- |
| 77     | 全炯道 | チョン・ヒョンド   | 総括コーチ             |
| 81     | 金建兌 | キム・ゴンテ       | 投手コーチ             |
| 85     | 権正雄 | クォン・ジョンウン | 打撃兼バッテリーコーチ |
| 78     | 崔建鏞 | チェ・ゴンヨン     | 守備兼メンタルコーチ   |

### 投手
| 背番号 | 選手名               | 読み               | 投 | 打 | 備考                                                |
| ------ | -------------------- | ------------------ | -- | -- | --------------------------------------------------- |
| 3      | ライリー・トンプソン |                    | 右 | 左 | 新外国人                                            |
| 11     | 金兌勁               | キム・テギョン     | 右 | 右 | 113から背番号変更 育成選手から追加登録              |
| 12     | ローガン・アレン     |                    | 左 | 右 | 新外国人                                            |
| 13     | 林正鎬               | イム・ジョンホ     | 左 | 左 |                                                     |
| 15     | 金太現               | キム・テヒョン     | 左 | 左 |                                                     |
| 17     | 金栄奎               | キム・ヨンギュ     | 左 | 左 |                                                     |
| 18     | 辛旻爀               | シン・ミンヒョク   | 右 | 右 | 53から背番号変更                                    |
| 19     | 金輝建               | キム・フィゴン     | 右 | 右 | 59から背番号変更                                    |
| 20     | 睦知勲               | モク・チフン       | 右 | 右 | 73から背番号変更                                    |
| 22     | 金禄溒               | キム・ノクウォン   | 右 | 右 | 兵役から復帰 育成選手から追加登録 102から背番号変更 |
| 26     | 崔成永               | チェ・ソンヨン     | 左 | 左 |                                                     |
| 28     | 林尚炫               | イム・サンヒョン   | 右 | 右 |                                                     |
| 32     | 金宰閲               | キム・ジェヨル     | 右 | 右 |                                                     |
| 40     | 李峻赫               | イ・ジュンヒョク   | 右 | 左 | 兵役から復帰 育成選手から追加登録 121から背番号変更 |
| 41     | 柳振旭               | リュ・ジンウク     | 右 | 右 |                                                     |
| 43     | 申英又               | シン・ヨンウ       | 右 | 右 |                                                     |
| 45     | 李庸燦               | イ・ヨンチャン     | 右 | 右 | 22から背番号変更                                    |
| 46     | 孫周煥               | ソン・ジュファン   | 右 | 右 | 94から背番号変更                                    |
| 47     | 田塁件               | チョン・ルゴン     | 右 | 右 |                                                     |
| 48     | 崔祐碩               | チェ・ウソク       | 右 | 右 | 64から背番号変更                                    |
| 50     | 蘇二炫               | ソ・イヒョン       | 右 | 右 |                                                     |
| 51     | 李在学               | イ・ジェハク       | 右 | 右 |                                                     |
| 54     | 金振虎               | キム・ジンホ       | 右 | 右 |                                                     |
| 56     | 元鐘邂               | ウォン・ジョンへ   | 右 | 右 | 56から背番号変更 育成選手から追加登録               |
| 57     | 全詞民               | チョン・サミン     | 右 | 右 |                                                     |
| 58     | 徐宜兌               | ソ・ウィテ         | 左 | 左 |                                                     |
| 59     | 具昌模               | ク・チャンモ       | 左 | 左 | 兵役から復帰                                        |
| 61     | 裵宰煥               | ぺ・ジェファン     | 右 | 右 |                                                     |
| 63     | 金珉揆               | キム・ミンギュ     | 右 | 右 |                                                     |
| 64     | 趙珉奭               | チョ・ミンソク     | 右 | 左 | 兵役から復帰                                        |
| 67     | 朴住鉉               | パク・チュヒョン   | 左 | 左 |                                                     |
| 95     | 金台訓               | キム・テフン       | 右 | 右 | 2025年新人ドラフト2巡目                             |
| 96     | 洪哉門               | ホン・ジェムン     | 右 | 右 | 2025年新人ドラフト4巡目                             |
| 97     | 李世民               | イ・セミン         | 右 | 右 | 2025年新人ドラフト6巡目                             |
| 100    | 姜兌炅               | カン・テギョン     | 右 | 右 | 97から背番号変更 育成選手                           |
| 106    | 金俊沅               | キム・ジュンウォン | 右 | 右 | 110から背番号変更 育成選手                          |
| 110    | 盧載源               | ノ・ジェウォン     | 右 | 右 | 96から背番号変更 育成選手                           |
| 111    | 朴東洙               | パク・トンス       | 右 | 右 | 82から背番号変更 育成選手                           |
| 114    | 朴知韓               | パク・チハン       | 左 | 左 | 56から背番号変更 育成選手                           |
| 115    | 徐東郁               | ソ・ドンウク       | 右 | 右 | 91から背番号変更 育成選手                           |
| 121    | 郑求範               | チョン・グボム     | 左 | 左 | 兵役から復帰 育成選手                               |
| 123    | 林知民               | イム・ジミン       | 右 | 右 | 兵役から復帰 育成選手                               |
| 124    | 林炯垣               | イム・ヒョンウォン | 右 | 右 | 12から背番号変更 育成選手                           |
| 131    | 崔倫赫               | チェ・ユンヒョク   | 左 | 左 | 新入団 育成選手                                     |
| 133    | 鄭周泳               | チョン・ジュヨン   | 左 | 左 | 兵役から復帰 育成選手                               |
|        | 河俊永               | ハ・ジュンヨン     | 左 | 左 | 軍保留選手                                          |
|        | 李俊浩               | イ・ジュンホ       | 右 | 右 | 軍保留選手                                          |
|        | 宋銘基               | ソン・ミョンギ     | 右 | 右 | 軍保留選手                                          |
|        | 李庸準               | イ・ヨンジュン     | 右 | 左 | 軍保留選手                                          |
|        | 金旻均               | キム・ミンギュン   | 左 | 左 | 軍保留選手 育成選手                                 |
|        | 洪裕園               | ホン・ユウォン     | 右 | 右 | 軍保留選手 育成選手                                 |

### 捕手
| 背番号 | 選手名 | 読み               | 投 | 打 | 備考                                   |
| ------ | ------ | ------------------ | -- | -- | -------------------------------------- |
| 1      | 安重烈 | アン・ジュンヨル   | 右 | 右 |                                        |
| 10     | 朴世爀 | パク・セヒョク     | 右 | 左 |                                        |
| 25     | 金亨俊 | キム・ヒョンジュン | 右 | 右 |                                        |
| 42     | 金正浩 | キム・ジョンホ     | 右 | 右 | 育成選手から追加登録 105から背番号変更 |
| 102    | 朴成宰 | パク・ソンジェ     | 右 | 右 | 兵役から復帰 育成選手                  |
| 103    | 金東賢 | キム・ドンヒョン   | 右 | 右 | 新入団 育成選手                        |
| 109    | 金泰昊 | キム・テホ         | 右 | 右 | 112から背番号変更 育成選手             |
| 117    | 申珉雨 | シン・ミンウ       | 右 | 右 | 2025年新人ドラフト8巡目 育成選手       |
|        | 辛容碩 | シン・ヨンソク     | 右 | 右 | 軍保留選手                             |
|        | 金材珉 | キム・ジェミン     | 右 | 右 | 軍保留選手 育成選手                    |

### 内野手
| 背番号 | 選手名               | 読み               | 投 | 打 | 備考                                   |
| ------ | -------------------- | ------------------ | -- | -- | -------------------------------------- |
| 2      | 朴珉宇               | パク・ミンウ       | 右 | 左 |                                        |
| 4      | 洪宗杓               | ホン・ジョンピョ   | 右 | 左 | 起亜からトレード移籍                   |
| 5      | 徐浩喆               | ソ・ホチョル       | 右 | 右 |                                        |
| 6      | 呉太陽               | オ・テヤン         | 右 | 右 | 兵役から復帰                           |
| 7      | 金周元               | キム・ジュウォン   | 右 | 両 |                                        |
| 9      | 金世勲               | キム・セフン       | 右 | 右 | 84から背番号変更                       |
| 16     | 都泰勲               | ト・テフン         | 右 | 左 |                                        |
| 24     | マット・デビッドソン |                    | 右 | 右 |                                        |
| 34     | 呉泳首               | オ・ヨンス         | 右 | 左 |                                        |
| 35     | 韓在喚               | ハン・ジェファン   | 右 | 右 |                                        |
| 38     | 安仁山               | アン・インサン     | 右 | 右 | 育成選手から追加登録 119から背番号変更 |
| 44     | 金揮執               | キム・フィジプ     | 右 | 右 |                                        |
| 68     | 金ハンビョル         | キム・ハンビョル   | 右 | 右 |                                        |
| 93     | 張彰勲               | チャン・チャンフン | 右 | 左 | 2025年新人ドラフト9巡目                |
| 112    | 朴仁右               | パク・インウ       | 右 | 右 | 111から背番号変更 育成選手             |
| 113    | 朴柱燦               | パク・チュチャン   | 右 | 右 | 6から背番号変更 育成選手               |
| 118    | 申成鎬               | シン・ソンホ       | 右 | 右 | 70から背番号変更 育成選手              |
| 122    | 李ハン               | イ・ハン           | 右 | 左 | 兵役から復帰 育成選手                  |
| 125    | 柳在炫               | ユ・ジェヒョン     | 右 | 右 | 2025年新人ドラフト5巡目 育成選手       |
| 128    | 曺炫敏               | チョ・ヒョンミン   | 右 | 左 | 107から背番号変更 育成選手             |
| 129    | 曺孝元               | チョ・ヒョウォン   | 右 | 右 | 105から背番号変更 育成選手             |
| 130    | 崔輔城               | チェ・ボソン       | 右 | 右 | 49から背番号変更 育成選手              |
|        | 趙玹振               | チョ・ヒョンジン   | 右 | 左 | 軍保留選手                             |
|        | 徐準教               | ソ・ジュンギョ     | 右 | 右 | 軍保留選手 育成選手                    |

### 外野手
| 背番号 | 選手名       | 読み               | 投 | 打 | 備考                                   |
| ------ | ------------ | ------------------ | -- | -- | -------------------------------------- |
| 8      | 宋承桓       | ソン・スンファン   | 右 | 右 |                                        |
| 14     | 崔廷源       | チェ・ジョンウォン | 右 | 右 |                                        |
| 23     | 千在煥       | チョン・ジェファン | 右 | 右 |                                        |
| 31     | 崔元準       | チェ・ウォンジュン | 右 | 左 | 起亜からトレード移籍 52から背番号変更  |
| 33     | 韓碩賢       | ハン・ソクヒョン   | 左 | 左 |                                        |
| 36     | 権熙東       | クォン・ヒドン     | 右 | 右 |                                        |
| 37     | 朴健祐       | パク・コンウ       | 右 | 右 |                                        |
| 39     | 朴英彬       | パク・ヨンビン     | 右 | 左 |                                        |
| 53     | 朴是元       | パク・シウォン     | 右 | 左 | 39から背番号変更                       |
| 55     | 李遇成       | イ・ウソン         | 右 | 右 | 起亜からトレード移籍                   |
| 60     | 高承完       | コ・スンワン       | 右 | 左 | 育成選手から追加登録 101から背番号変更 |
| 66     | 金汎寯       | キム・ボムジュン   | 右 | 右 |                                        |
| 105    | 呉奬韓       | オ・ジャンハン     | 右 | 左 | 兵役から復帰 育成選手                  |
| 120    | 楊カオンソル | ヤン・カオンソル   | 右 | 右 | 2025年新人ドラフト10巡目 育成選手      |
| 127    | 趙昶衍       | チョ・チャンヨン   | 右 | 右 | 2025年新人ドラフト11巡目 育成選手      |
|        | 朴ハンギョル | パク・ハンギョル   | 右 | 右 | 軍保留選手                             |
|        | 裵相浩       | ぺ・サンホ         | 左 | 左 | 軍保留選手 育成選手                    |

## 主な退団・引退選手及びコーチングスタッフ

### 韓国人選手
- 文需浩（2012 - 2015）
- 李承浩（2013 - 2015）
- 孫敏漢（2013 - 2015）
- 李恵践（2014 - 2015） - 元東京ヤクルトスワローズ
- 呉正福（2014 - 2015）
- 朴明桓（2014 - 2015）
- 高昌成（2013 - 2016）
- 李昊俊（2013 - 2017）
- 趙煐勲（2013 - 2017）
- 尹秉昊（2013 - 2018）
- 李鍾旭（2014 - 2018）
- 李炯範（2016 - 2018）
- 金鐘民（2017 - 2018）
- 崔俊蓆（2018）
- 孫時憲（2014 - 2019）
- 柳元相（2018 - 2019）
- 牟昌民（2013 - 2021）
- 姜倫求（2017 - 2021）
- 朴正洙（2020 - 2021）
- 文京賛（2020 - 2021）
- 羅成範（2012 - 2021）
- 梁義智（2019 - 2022）
- 李明起（2020 - 2022）
- 朴錫珉（2016 - 2023）
- 沈昌珉（2022 - 2024）
- 孫児葉（2022 - 2025）

### 外国人選手
- アダム・ウィルク（2013）
- サド・ウェバー（2014）
- チャーリー・シレック（2013 - 2015）
- ザック・スチュワート（2015 - 2016）
- エリック・テームズ（2014 - 2016） - 元読売ジャイアンツ
- エリック・ハッカー（2013 - 2017）
- ジェフ・マンシップ（2017）
- ローガン・ベレット（2018）
- 王維中（2018） - 現味全ドラゴンズ、KBO初の台湾人選手
- ゼイビア・スクラッグス（2017 - 2018）
- エディ・バトラー（2019）
- クリスチャン・ベタンコート（2019）
- クリスチャン・フリードリック（2019）
- ジェイク・スモリンスキー（2019）
- マイク・ライト（2020）
- アーロン・アルテール（2020 - 2021）
- ニック・マティーニ（2022）
- マット・ダーモディ（2022） - 元埼玉西武ライオンズ
- ドリュー・ルチンスキー（2019 - 2022）
- ジェイソン・マーティン（2023）
- エリック・フェッド（2023） - 現セントルイス・カージナルス
- ダニエル・カスタノ（2024）
- エリック・ヨキシュ（2024）
- カイル・ハート（2024）

### 在日韓国人・外国人コーチ
- 山本一彦（2012 - 2018） - 韓国名は崔一彦（チェ・イルオン）

## 歴代監督
- 金卿文 （キム・ギョンムン）  (2012 - 2018.6)
- 兪英濬（朝鮮語版）（ユ・ヨンジュン） (2018.6 - 2018シーズン終了) *監督代行
- 李東昱（イ・ドンウク） (2019 - 2022.5.10)
- 姜仁権（カン・イングォン） (2022.5.11 - 2024.9.19) *2022年シーズンは監督代行
- 孔弼聖（コン・ピルソン） (2024.9.20 - 10.1) *監督代行
- 李昊俊（イ・ホジュン） (2025 - ）

## その他

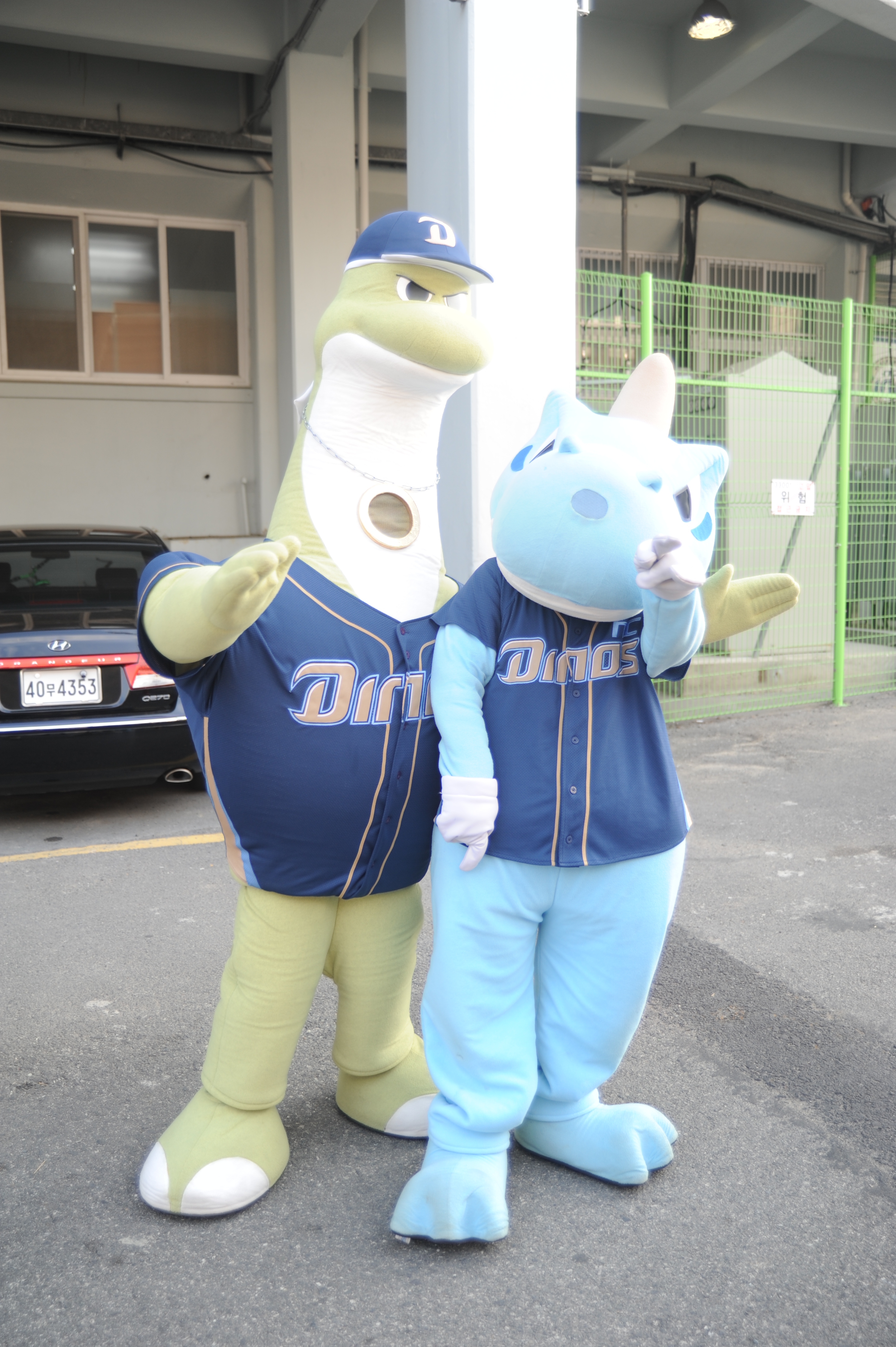
マスコットの「ダンディ」（左）と「セリ」（右）

- マスコットキャラクターは創立に際してティラノザウルスをイメージした「ダンディ」とブラキオザウルスをイメージした「セリ」が設定され、2014年にアニメ『ポンポン ポロロ』に登場する恐竜の赤ちゃん「クロン」が加わったが、2017年限りでクロンは外れた。なお2軍では2018年まで専用キャラクターとして高陽市のマスコットのネコ「ごやんごやんい（高陽コヤンイ）」に球団ユニフォームを着用したものを使用していた。このキャラクターは韓国語における高陽（コヤン）とネコ（コヤンイ）の発音が似ていることから生まれたもの。
- ミスターGO! - 2013年の韓国・中国共同制作の野球映画（日本国内では2014年公開）。斗山ベアーズに入団した代打専門のゴリラに対抗してマウンテンゴリラのゼロスを入団させた球団として登場する。